# Еберхардцел
Еберхардцел (њем. Eberhardzell) општина је у њемачкој савезној држави Баден-Виртемберг. Једно је од 45 општинских средишта округа Биберах. Према процјени из 2010. у општини је живјело 4.086 становника. Посједује регионалну шифру (AGS) 8426038.

## Географски и демографски подаци
Еберхардцел се налази у савезној држави Баден-Виртемберг у округу Биберах. Општина се налази на надморској висини од 588 метара. Површина општине износи 59,7 km². У самом мјесту је, према процјени из 2010. године, живјело 4.086 становника. Просјечна густина становништва износи 68 становника/km².